# Campionat capverdià de futbol 2006
La temporada 2006 de la Lliga capverdiana de futbol fou la 27a edició d'aquesta competició de futbol de Cap Verd. Va començar el 6 de maig i va finalitzar el 2 de juliol, abans que l'any anterior. El torneig estava organitzat per la Federació Capverdiana de Futbol (FCF). L'Sporting Clube da Praia va guanyar el seu 5è títol, i va participar l'any següent a la Champions League de la CAF 2007. Cap equip es va classificar per a la Copa Confederació africana de futbol del 2007.
El club FC Derby era el defensor del títol. Van participar en la competició un total d'11 clubs, un de cada lliga insular, i un més com a guanyador del títol de la temporada anterior. La Lliga de Santiago Nord no va declarar cap campió en la temporada 2005-06.
La victòria més àmplia fou pel Derby, que es va imposar per 7-1 al Nô Pintcha.

## Clubs participants
- FC Derby, guanyador del Campionat capverdià de futbol 2005
- Sal-Rei FC, guanyador de la Lliga de Boa Vista de futbol
- Nô Pintcha, guanyador de la Lliga de Brava de futbol
- Botafogo, guanyador de la Lliga de Fogo de futbol
- Barreirense FC, guanyador de la Lliga de Maio de futbol
- Académico do Aeroporto, guanyador de la Lliga de Sal de futbol
- Sporting Clube da Praia, guanyador de la Lliga de Santiago de futbol (Sud)
- Beira-Mar, guanyador de la Lliga de Santo Antão de futbol (Nord)
- Sporting Clube do Porto Novo, guanyador de la Lliga de Santo Antão de futbol (Sud)
- FC Ultramarina, guanyador de la Lliga de São Nicolau de futbol
- CS Mindelense, guanyador de la Lliga de São Vicente de futbol

### Informació sobre els clubs
| Club                         | Seu                     |
| ---------------------------- | ----------------------- |
| Académico do Aeroporto       | Espargos                |
| Barreirense FC               | Barreiro                |
| Beira-Mar                    | Ribeira Grande          |
| Botafogo                     | São Filipe              |
| FC Derby                     | Mindelo                 |
| CS Mindelense                | Mindelo                 |
| Nô Pintcha                   | Furna                   |
| Sal-Rei FC                   | Sal Rei                 |
| Sporting Clube do Porto Novo | Porto Novo              |
| Sporting Clube da Praia      | Praia                   |
| FC Ultramarina               | Tarrafal de São Nicolau |

## Classificació

### Grup A
| Pos. | Equip                        | PJ | PG | PE | PP | GF | GC | Dif.G | Pts. |
| ---- | ---------------------------- | -- | -- | -- | -- | -- | -- | ----- | ---- |
| 1    | FC Derby                     | 4  | 3  | 1  | 0  | 13 | 2  | +11   | 10   |
| 2    | Botafogo                     | 4  | 2  | 2  | 0  | 9  | 3  | +6    | 8    |
| 3    | Sal-Rei FC                   | 4  | 2  | 1  | 1  | 5  | 2  | +3    | 7    |
| 4    | Nô Pintcha                   | 4  | 1  | 0  | 3  | 4  | 12 | -8    | 3    |
| 5    | Sporting Clube do Porto Novo | 4  | 0  | 0  | 4  | 0  | 12 | -12   | 9    |

### Grup B
| Pos. | Equip                   | PJ | PG | PE | PP | GF | GC | Dif.G | Pts. |
| ---- | ----------------------- | -- | -- | -- | -- | -- | -- | ----- | ---- |
| 1    | Académico do Aeroporto  | 5  | 4  | 0  | 1  | 12 | 3  | +9    | 12   |
| 2    | Sporting Clube da Praia | 5  | 4  | 0  | 1  | 8  | 4  | +4    | 12   |
| 3    | FC Ultramarina          | 5  | 2  | 1  | 2  | 6  | 9  | 0     | 7    |
| 4    | CS Mindelense           | 5  | 2  | 0  | 3  | 6  | 7  | -1    | 6    |
| 5    | Beira-Mar               | 5  | 1  | 1  | 3  | 5  | 8  | -3    | 4    |
| 6    | Barreirense FC          | 5  | 1  | 0  | 4  | 4  | 13 | -9    | 2    |

## Resultats
| Derby               | 3 - 0 | Sporting Porto Novo | 7 maig |
| Sal Rei             | 2 - 0 | Nô Pintcha          | 1 juny |
| Mindelense          | 1 - 0 | Barreirense         | 6 maig |
| Sporting Praia      | 2 - 0 | Ultramarina         | 6 maig |
| Académico Aeroporto | 2 - 0 | Beira-Mar           | 6 maig |

| Botafogo            | 1 - 1 | Derby               | 13 maig |
| Sporting Porto Novo | 0 - 3 | Sal Rei             | 13 maig |
| Ultramarina         | 0 - 1 | Académico Aeroporto | 13 maig |
| Beira-Mar           | 0 - 2 | Mindelense          | 14 maig |
| Barreirense         | 0 - 2 | Sporting Praia      | 14 maig |

| Sal Rei             | 0 - 0 | Botafogo            | 20 maig |
| Nô Pintcha          | 1 - 0 | Sporting Porto Novo | 21 maig |
| Mindelense          | 1 - 2 | Sporting Praia      | 20 maig |
| Académico Aeroporto | 6 - 1 | Barreirense         | 21 maig |
| Beira-Mar           | 1 - 1 | Ultramarina         | 21 maig |

| Derby          | 2 - 0 | Sal Rei             | 28 maig |
| Nô Pintcha     | 2 - 3 | Botafogo            | 29 maig |
| Beira-Mar      | 1 - 2 | Barreirense         | 28 maig |
| Ultramarina    | 2 - 1 | Mindelense          | 29 maig |
| Sporting Praia | 1 - 0 | Académico Aeroporto | 29 maig |

| Botafogo            | 5 - 0 | Sporting Porto Novo | 25 maig |
| Derby               | 7 - 1 | Nô Pintcha          | 4 juny  |
| Sporting Praia      | 1 - 3 | Beira-Mar           | 3 juny  |
| Barreirense         | 1 - 3 | Ultramarina         | 24 juny |
| Académico Aeroporto | 3 - 1 | Mindelense          | 24 juny |

## Fase final
|  | Semifinals | Semifinals              | Semifinals              | Semifinals | Semifinals |   |                        | Final | Final | Final | Final | Final |
|  |            |                         |                         |            |            |   |                        |       |       |       |       |       |
|  |            | Botafogo                | 2                       | 0          | 2          |   |                        |       |       |       |       |       |
|  |            | Académico do Aeroporto  | 2                       | 6          | 8          |   |                        |       |       |       |       |       |
|  |            | Académico do Aeroporto  | 2                       | 6          | 8          |   | Académico do Aeroporto | 0     | 2     | 2     |       |       |
|  |            |                         |                         |            |            |   | Académico do Aeroporto | 0     | 2     | 2     |       |       |
|  |            |                         | Sporting Clube da Praia | 1          | 2          | 3 |                        |       |       |       |       |       |
|  |            | Sporting Clube da Praia | Sporting Clube da Praia | 1          | 2          | 3 | 2                      | 0     | 2     |       |       |       |
|  |            | Sporting Clube da Praia |                         |            |            |   | 2                      | 0     | 2     |       |       |       |
|  |            | FC Derby                | 0                       | 1          | 1          |   |                        |       |       |       |       |       |

### Semifinals
| Botafogo | 2:2 | Académico do Aeroporto |
| -------- | --- | ---------------------- |
|          |     |                        |

 São Filipe
| Sporting Clube da Praia | 2:0 | FC Derby |
| ----------------------- | --- | -------- |
|                         |     |          |

 Estádio da Várzea
Praia
| Académico do Aeroporto | 6:0 | Botafogo |
| ---------------------- | --- | -------- |
|                        |     |          |

 Estádio Marcelo Leitão
Espargos
| FC Derby | 1:0 | Sporting Clube da Praia |
| -------- | --- | ----------------------- |
|          |     |                         |

 Mindelo

### Final
| Académico do Aeroporto | 0:1 | Sporting Clube da Praia |
| ---------------------- | --- | ----------------------- |
|                        |     | Gerson 3'               |

 Estádio Marcelo Leitão
Espargos
| Sporting Clube da Praia | 2:2 | Académico do Aeroporto   |
| ----------------------- | --- | ------------------------ |
| Dário 43' · Quiroga 90' |     | Mendes 62' · Hernâni 93' |

| Guanyador Sporting Clube da Praia 5è títol |

## Estadístiques
- Màxim golejador: Mendes: 7 gols (Académico do Aeroporto)
- Partit amb màxim nombre de gols: Derby 7-1 Nô Pintcha (4 juny)